# Manuel Macedo
Manuel Macedo fue un político peruano. 
Fue miembro de la Convención Nacional del Perú (1855) por la provincia de Paucartambo entre 1855 y 1857 que, durante el segundo gobierno de Ramón Castilla, elaboró la Constitución de 1856, la sexta que rigió en el país. En 1860 fue elegido miembro del Congreso Constituyente de 1860 por la provincia de Calca del Departamento del Cusco que expidió la Constitución de 1860, la que tuvo un mayor tiempo de vigencia. Luego fue elegido senador para el Congreso Ordinario de 1860 que estuvo en mandato hasta 1863 y en 1864.
En 1861 fue parte de la tercera comisión revisora que verificó que el Código Penal y el Código de Ejecución en materia Criminal presentados en 1857 se encontrasen de acuerdo con lo establecido en la Constitución de 1860.